# Hreadkî, Dubno
Hreadkî (în ucraineană Грядки) este un sat în comuna Semîdubî din raionul Dubno, regiunea Rivne, Ucraina.

## Demografie
Componența lingvistică a localității Hreadkî
     Ucraineană (99,51%)
     Alte limbi (0,49%)
Conform recensământului din 2001, majoritatea populației localității Hreadkî era vorbitoare de ucraineană (99,51%), existând în minoritate și vorbitori de alte limbi.